# Ampelomyces
Ampelomyces is een geslacht van schimmels uit de familie der Phaeosphaeriaceae (ascomyceten). De typesoort is Ampelomyces quisqualis.

## Soorten
Volgens Index Fungorum telt het geslacht 16 soorten (peildatum maart 2023):
| Soortnaam               | Auteur(s)                 | Publicatiejaar |
| ----------------------- | ------------------------- | -------------- |
| Ampelomyces abelmoschi  | (Bubák) Rudakov           | 1979           |
| Ampelomyces abramovii   | Teterevn.-Babajan & Nelen | 1975           |
| Ampelomyces artemisiae  | (Voglino) Rudakov         | 1979           |
| Ampelomyces bremiphagus | (Naumov) Rudakov          | 1979           |
| Ampelomyces epilobii    | (Ferraris) Rudakov        | 1979           |
| Ampelomyces heraclei    | (Dejeva) Rudakov          | 1979           |
| Ampelomyces humuli      | (Fautrey) Rudakov         | 1979           |
| Ampelomyces novoae      | (Unamuno) Rudakov         | 1979           |
| Ampelomyces parasiticus | (Cocc.) Rudakov           | 1979           |
| Ampelomyces phlomidis   | (Dejeva) Rudakov          | 1979           |
| Ampelomyces plantaginis | (Oudem.) Rudakov          | 1979           |
| Ampelomyces polygoni    | (Potebnia) Rudakov        | 1979           |
| Ampelomyces quisqualis  | Ces.                      | 1852           |
| Ampelomyces sporophagus | (Golovin) Rudakov         | 1979           |
| Ampelomyces ulicis      | (J. Adams) Rudakov        | 1979           |
| Ampelomyces uncinulae   | (Fautrey) Rudakov         | 1979           |